# Wereldkampioenschap waterski racing 1991
Het wereldkampioenschap waterski racing 1991 was een door de International Water Ski Federation (IWSF) georganiseerd kampioenschap voor waterskiërs. De 7e editie van het wereldkampioenschap vond plaats in het Australische Darwin in augustus 1991.

## Uitslagen
| Goud   | Paul Robertson   |
| Zilver | Ian Dipple       |
| Brons  | Stefano Gregorio |

| Goud   | Debbie Nordblad |
| Zilver | Leanne Hickey   |
| Brons  | Leanne Brown    |

1979 ·
1981 ·
1983 ·
1985 ·
1987 ·
1989 ·
1991 ·
1993 ·
1995 ·
1997 ·
1999 ·
2001 ·
2003 ·
2005 ·
2007 ·
2009 ·
2011 ·
2013 ·
2015 ·
2017 ·
2019